# 紀元前302年
紀元前302年（きげんぜん302ねん）は、ローマ暦の年である。
当時は、「マルクス・リウィウス・デンテルとマルクス・アエミリウス・パウッルスが共和政ローマ執政官に就任した年」として知られていた（もしくは、それほど使われてはいないが、ローマ建国紀元452年）。紀年法として西暦（キリスト紀元）がヨーロッパで広く普及した中世時代初期以降、この年は紀元前302年と表記されるのが一般的となった。

## 他の紀年法
- 干支 : 己未
- 日本
  - 皇紀359年
  - 孝安天皇91年
- 中国
  - 周 - 赧王13年
  - 秦 - 昭襄王5年
  - 楚 - 懐王27年
  - 斉 - 宣王18年
  - 燕 - 昭王10年
  - 趙 - 武霊王24年
  - 魏 - 襄王17年
  - 韓 - 襄王10年
- 朝鮮
  - 檀紀2032年
- ベトナム :
- 仏滅紀元 : 243年
- ユダヤ暦 :

## できごと

### 小アジア
- アンティゴノス1世打倒に向けて共闘するという合意の後、セレウコス1世はバビロニアから小アジアに侵攻した。一方プトレマイオス1世はシリアを攻め、リュシマコスは小アジアの西部に撤退した。
- フリジアの摂政ドキムスとリュキアの将軍職フェニクスはアンティゴノス1世を見捨てた。
- マケドニア王国の将軍フィレタイロスは、アンティゴノス1世を裏切り、アンティゴノスのライバルのリュシマコスに従った。見返りとして、リュシマコスはフィレタイロスを約9000タレントの財宝を収めるペルガモン王国の砦の守備に就かせた。

### ギリシア
- アンティゴノス1世の息子デメトリオス1世は、テッサリアでカッサンドロスの軍と戦った。カッサンドロスは敗北し、テッサリアの南部を奪われた。アンティゴノスとデメトリウスはこれを祝してヘレニズム同盟を刷新した。スパルタ、メッシニア、テッサリアを除く全てのヘレニズム国家からの大使がコリントに集まり、アンティゴノスとデメトリウス新しい同盟の守護者に選出した。
- アンティゴノスは敵がすぐ間近に迫っていることに気付き、休戦を締結した。デメトリウスが奪った戦利品は没収された。デメトリウスは父を助けるためにエフェソスに到着した。
- 亡命中のデメトリウスが反乱に加わり、エピロス王のピュロスは王位を追われた。

### 中国
- 秦の昭襄王と魏の襄王および韓の太子韓嬰が、臨晋で会談した。韓嬰は咸陽を訪問して帰国した。
- 秦が魏に蒲阪の地を返還した。
- 楚の太子横が秦の大夫を殺して楚に逃亡し、秦と楚の両国関係が険悪になった。

## 誕生
- 孝文王、秦の王（+ 紀元前251年）